# Maison Massaro
Pour les articles homonymes, voir Massaro et House.
Massaro House ou maison Massaro est une maison de plage de style moderne-usonia-organique, construite en 2000 d'après les plans de 1949 de l'architecte américain Frank Lloyd Wright (1867-1959), sur l'île privée Petre Island d'un lac de Mahopac, de l'État de New York aux États-Unis,. 

## Historique
L'architecte Frank Lloyd Wright conçoit en 1949, pour son client Ahmed Chahroudi, une demeure de 460 m² (inspirée en particulier de ses résidences Taliesin West et Taliesin East, et de sa célèbre maison sur la cascade de Pennsylvanie) sur une île privée de 4 hectares d'un lac de Mahopac, à 80 km au nord de New York. Ahmed Chahroudi annule alors ce projet en raison du montant trop élevé de 50 000 dollars (de l'époque) pour se faire finalement construire sur son île, en 1951, une résidence d'été plus petite, de 110 m², de trois chambres, sous le nom de « AK Chahroudi Cottage ».
John Massaro achète l’île privée Petre Island en 1996, pour 700 000 dollars, avec les plans du projet initial de Frank Lloyd Wright. Il fait alors restaurer le cottage AK Chahroudi et se fait construire la demeure d'origine de Wright, très proche des plans originaux, avec de nombreuses améliorations, par l'architecte Thomas A. Heinz (disciple de Wright),. 
Cette vaste demeure est composée de 7 chambres, 3 salles de bains, deux maisons d'hôtes (dont Chahroudi Cottage), de nombreux meubles intégrés, un héliport (à 15 minutes en hélicoptère de Manhattan à New York), d'un court de tennis. La maison intègre entre autres un rocher de 18 m de long et 3,7 m de haut. Un rocher plus petit sert également de mur de cuisine et de salle de bain. Elle est éclairée par 26 puits de lumière du toit-terrasse, et la terrasse en porte-à-faux s'étend sur 7,6 m au-dessus du lac. 
À la suite de diverses modifications et améliorations des plans originaux, la fondation Frank Lloyd Wright (héritière de la propriété intellectuelle de l'architecte) ne reconnait pas cette villa comme une villa officielle de l'architecte.